# ویو اسکیونیورس
ویو اسکیونیورس (انگلیسی: View Askewniverse) یک دنیای خیالی است که توسط نویسنده و کارگردان کوین اسمیت خلق شده و در چندین فیلم، کمیک و یک مجموعهٔ تلویزیونی به تصویر کشیده شده است. این جهان، نام خود را از شرکت تولید فیلم اسمیت یعنی ویو اسکیو پروداکشنز گرفته است. شخصیت‌های جی و باب ساکت در تقریباً تمام آثار این جهان حضور دارند، و شخصیت‌هایی که در یک داستان ظاهر می‌شوند، اغلب در داستان‌های دیگر نیز بازمی‌گردند یا به آن‌ها اشاره می‌شود. اسمیت معمولاً از بازیگران ثابت برای ایفای نقش‌های گوناگون در این جهان استفاده می‌کند، گاهی حتی در یک فیلم برای چند شخصیت متفاوت. خودش نیز نقش باب ساکت را بازی می‌کند.

## موقعیت داستانی
شخصیت‌ها، فضاها و مضامین تکرارشوندهٔ اسمیت نخستین‌بار در فیلم آغازین او یعنی فروشنده‌ها پدیدار شدند. از آن زمان تاکنون، پیکرهٔ اصلی کانن این جهان از ۹ فیلم بلند سینمایی تشکیل شده که در کنار آن‌ها چند فیلم کوتاه، کتاب کمیک و یک مجموعهٔ پویانمایی کوتاه‌عمر نیز قرار دارند. ویو اسکیونیورس عمدتاً در شهرهای لئوناردو، هایلندز و رد بنک روی می‌دهد که همگی در شهرستان مونمووث و در مرکز ایالت نیوجرسی واقع شده‌اند. فیلم به دنبال ایمی نیز تا اندازه‌ای در نیویورک می‌گذرد، در حالی که فیلم‌های دگما، جی و باب ساکت پاتک می‌زنند و ریبوت جی و باب ساکت شامل مسافرت جاده‌ای هستند.

## فیلم‌ها
| فیلم                                    | تاریخ اکران در آمریکا | کارگردان     | فیلم‌نامه‌نویس | تهیه‌کننده‌ها                     |
| --------------------------------------- | --------------------- | ------------ | ------------ | ------------------------------- |
| فروشنده‌ها                               | ۱۹ اکتبر ۱۹۹۴         | کوین اسمیت   | کوین اسمیت   | کوین اسمیت و اسکات موژر         |
| پاساژگردها                              | ۲۰ اکتبر ۱۹۹۵         | کوین اسمیت   | کوین اسمیت   | شان دنیل، جیمز جکس و اسکات موژر |
| به دنبال ایمی                           | ۴ آوریل ۱۹۹۷          | کوین اسمیت   | کوین اسمیت   | اسکات موژر                      |
| دگما                                    | ۱۲ نوامبر ۱۹۹۹        | کوین اسمیت   | کوین اسمیت   | اسکات موژر                      |
| جی و باب ساکت پاتک می‌زنند               | ۲۴ اوت ۲۰۰۱           | کوین اسمیت   | کوین اسمیت   | اسکات موژر                      |
| فروشنده‌ها، قسمت دوم                     | ۲۱ ژوئیه ۲۰۰۶         | کوین اسمیت   | کوین اسمیت   | اسکات موژر                      |
| فیلم کارتونی بسیار بانمک جی و باب ساکت! | ۲۰ آوریل ۲۰۱۳         | استیو استارک | کوین اسمیت   | جیسون موس و جردن مونسانتو       |
| ریبوت جی و باب ساکت                     | ۱۵ اکتبر ۲۰۱۹         | کوین اسمیت   | کوین اسمیت   | لیز دسترو و جردن مونسانتو       |
| فروشنده‌ها ۳                             | ۱۳ سپتامبر، ۲۰۲۲      | کوین اسمیت   | کوین اسمیت   | لیز دسترو و جردن مونسانتو       |

### فروشنده‌ها(۱۹۹۴)
نخستین فیلم در مجموعهٔ ویو اسکیونیورس، فروشنده‌ها یک روز از زندگی دو فروشنده، دانته هیکس (برایان اوهالوران) و رندال گریوز (جف اندرسون) را دنبال می‌کند. دانته در روز تعطیل خود به‌اجبار به کار در فروشگاه «کوییک استاپ» فراخوانده می‌شود تا زمانی که رئیسش ظهر جای او را بگیرد. او حین خدمت به مشتریان گوناگون، بارها با نارضایتی می‌گوید: «من اصلاً قرار نبود امروز اینجا باشم!» رندال که در فروشگاه ویدئوی کناری یعنی RST کار می‌کند، تقریباً تمام روز را در کوییک استاپ به وقت‌گذرانی می‌پردازد. دانته درمی‌یابد که باید تمام روز کار کند، بنابراین چند نوبت فروشگاه را می‌بندد تا روی پشت‌بام هاکی بازی کند و در مراسم خاکسپاری دوست‌دختر پیشینش شرکت کند. یکی از عشق‌های قدیمی که حالا نامزد کرده، بی‌خبر به دیدنش می‌آید. آن‌ها مدتی تلفنی در ارتباط بوده‌اند و با دیدار دوباره، تمایل دارند رابطهٔ تازه‌ای را آغاز کنند و از روابط فعلی خود خارج شوند.

### پاساژگردها(۱۹۹۵)
دو جوان به نام‌های برودی بروس و تی.اس. کوئینت پس از آن‌که از سوی دوست‌دخترهایشان طرد می‌شوند، به پاساژ پناه می‌برند و در همان حال می‌کوشند از شر شانون همیلتون در امان بمانند. رویدادهای این فیلم یک روز پیش از فروشنده‌ها اتفاق می‌افتد.

### به دنبال ایمی(۱۹۹۷)
یک مرد دگرجنس‌گرا به نام هولدن مک‌نیل عاشق زنی همجنس‌گرای زنانه به نام آلیسا جونز می‌شود که این موضوع باعث تنش با دوست صمیمی‌اش بَنکی ادواردز می‌گردد؛ دوستی که همراه او کتاب کمیکی با عنوان بلانت‌من و کرونیک (چتی و علفی) بر اساس شخصیت‌های جی و باب ساکت منتشر کرده‌اند.

### دگما
اگر دو فرشته وارد کلیسایی در نیوجرسی شوند، جهان به پایان خواهد رسید. جی و باب ساکت، واپسین نسل از نوادگان عیسی و حواریون سیزدهم باید جلوی این اتفاق را بگیرند.

### جی و باب ساکت پاتک می‌زنند(۲۰۰۱)
جی و باب ساکت راهی هالیوود (لس آنجلس) می‌شوند تا از ساخت فیلمی بر اساس کمیک بلانت‌من و کرونیک جلوگیری کنند. در داستان فیلم، قرار است این فیلم بر پایهٔ کتاب کمیکی باشد که شخصیت‌های به دنبال ایمی نوشته‌اند.

### فروشنده‌ها، قسمت دوم(۲۰۰۶)
حدود ده سال پس از فروشنده‌ها، آتش‌سوزی فروشگاه «کوییک استاپ» را نابود می‌کند و در نتیجه، دانته و رندال به کار در فست‌فودی روی می‌آورند.

### فیلم کارتونی بسیار بانمک جی و باب ساکت!(۲۰۱۳)
این انیمیشن ماجراهای درون کتاب کمیک بلانت‌من و کرونیک را به تصویر می‌کشد؛ همان داستانی که قرار بود در جی و باب ساکت پاتک می‌زنند به فیلم تبدیل شود. کوین اسمیت فیلمنامه را بر اساس نسخهٔ چاپی کمیک بلانت‌من و کرونیک نوشت که پیش‌تر به‌عنوان مکمل آن فیلم در نظر گرفته شده بود.

### ریبوت جی و باب ساکت(۲۰۱۹)
پس از آن‌که جی و باب ساکت حقوق قانونی استفاده از نام‌هایشان را بر سر ریبوت فیلم بلانت‌من و کرونیک از دست می‌دهند، راهی سفری در سراسر ایالات متحده می‌شوند تا جلوی ساخت این ریبوت را بگیرند.

### فروشنده‌ها ۳(۲۰۲۲)
پس از انتشار فروشنده‌ها، قسمت دوم، کوین اسمیت اعلام کرد که سال‌هاست فیلمنامه‌ای برای قسمت سوم نوشته شده، اما پروژه به‌دلیل اولویت‌یافتن پروژه‌های دیگر به تعویق افتاده است.
در فوریهٔ ۲۰۱۷، اسمیت در صفحهٔ شخصی‌اش اعلام کرد که پروژه متوقف شده، چون جف اندرسون از آن کنار کشیده است.
در سپتامبر ۲۰۱۹، اسمیت از نگارش نسخه‌ای کاملاً جدید از فیلمنامه خبر داد و تأیید کرد که بسیاری از عوامل پیشین، از جمله جیسون موس، جف اندرسون و برایان اوهالوران به پروژه بازخواهند گشت.
فیلمنامهٔ جدید بر محور دانته و رندال است که پس از نجات از حملهٔ قلبی، تصمیم می‌گیرند فیلمی دربارهٔ زندگی خودشان در همان فروشگاه بسازند.
این داستان در اصل برای نسخهٔ سینمایی از فروشنده‌ها: سریال کارتونی با نام Clerks: Sell Out نوشته شده بود. تصویربرداری اصلی در تاریخ ۲ اوت ۲۰۲۱ در رد بنک، نیوجرسی آغاز شد و در ۳۱ اوت ۲۰۲۱ به پایان رسید.
فیلم در ۱۳ سپتامبر ۲۰۲۲ از سوی لاینزگیت فیلمز و Fathom Events اکران شد.

### آثار آینده

#### غروب پاساژگردها(تاریخ اعلام‌نشده)
در ۱۲ مارس ۲۰۱۵، اسمیت تأیید کرد که در حال نگارش پاساژگردها ۲ است و فیلم‌برداری آن قرار است از مه ۲۰۱۶ آغاز شود. در آوریل ۲۰۱۵، او اعلام کرد که این فیلم به‌جای فروشنده‌ها ۳ پروژهٔ بعدی او خواهد بود.
در ژانویهٔ ۲۰۲۰، اسمیت خبر از آغاز دوبارهٔ پروژه با عنوان جدید غروب پاساژگردها (Twilight of the Mallrats) داد.
برنامه بر این بود که شانن دوهرتی، بازیگر اصلی فیلم اول، در نقش خود بازگردد، اما او در ژوئیهٔ ۲۰۲۴ درگذشت. چند ماه بعد، اسمیت پیشنهاد کرد که نسخهٔ جدید فیلم می‌تواند به‌عنوان ادای احترام به دوهرتی ساخته شود.

### فیلم‌های مرتبط
| فیلم                            | تاریخ پخش در آمریکا | کارگردان                   | فیلم‌نامه‌نویس                 | تهیه‌کنندگان                                        |
| ------------------------------- | ------------------- | -------------------------- | ---------------------------- | -------------------------------------------------- |
| مگس‌پرانی                        | ۲۴ نوامبر ۱۹۹۶      | مت گیسینگ و مالکولم اینگرم | مت گیسینگ و مالکولم اینگرم   | کوین اسمیت، مت گیسینگ، اسکات موژر و مالکوم اینگرام |
| جیغ ۳                           | ۴ فوریه ۲۰۰۰        | وس کریون                   | ایرن کروگر                   | کتی کانرد، کوین ویلیامسون و ماریان مادالنا         |
| زک و میری یک فیلم پورنو می‌سازند | ۳۱ اکتبر ۲۰۰۸       | کوین اسمیت                 | کوین اسمیت                   | اسکات موژر                                         |
| جنون در روش                     | ۲ اوت ۲۰۱۹          | جیسون موس                  | دامینیک برنز و کریس آناستازی | راب وستون، دامینیک برنز.                           |

- مگس‌پرانی : بسیاری از بازیگران فیلم پاساژگردها در فیلم هم‌زمانی از ویو اسکیو پروداکشنز به نام مگس‌پرانی  حضور دارند. برخی از بازیگران همان شخصیت‌های قبلی خود را بازی می‌کنند و کوین اسمیت نیز با عنوان «باب ساکت» در عنوان‌بندی معرفی شده و همان لباس فیلم قبلی را بر تن دارد.
- جیغ ۳: شخصیت‌های جی و باب ساکت در فیلم جیغ ۳ ظاهر می‌شوند، در صحنه‌ای که این دو در داخل استودیو دیده می‌شوند. «جی» به‌طنز، شخصیت گیل ودرز-رایلی را با خبرنگار تلویزیونی کانی چونگ اشتباه می‌گیرد و با تمسخر از او دربارهٔ ماوری پوویچ می‌پرسد.
- زک و میری یک فیلم پورنو می‌سازند: اگرچه کوین اسمیت پیش‌تر گفته بود که این فیلم بخشی از جهان «ویو اسکیونیورس» نیست،[۳] اما بعدها شخصیت «برندون سینت رندی» را به فیلم ریبوت جی و باب ساکت افزود. این شخصیت در آن فیلم به‌عنوان وکیل جی، باب ساکت و Saban Films ظاهر می‌شود.[۴]
- جنون در روش: فیلمی به کارگردانی جیسون موس بر پایهٔ فیلمنامه‌ای مشترک از کریس آناستازی و دامینیک برنز که تهیه‌کنندهٔ آن نیز بوده‌اند.